# Lo lắng về cái chết
Lo lắng về cái chết gây ra bởi những suy nghĩ đối với cái chết. Một nguồn xác định sự lo lắng về cái chết như là một "cảm giác sợ hãi, sợ hãi khủng khiếp hoặc lo lắng khi người ta nghĩ về quá trình chết, hoặc ngừng" được sống ". Nó cũng được gọi là chứng sợ cái chết và được phân biệt với các chứng sợ hãi khác, là một nỗi sợ cụ thể đối với người chết và/hoặc những thứ khác liên quan đến cái chết(tức là những người khác đã chết hoặc chết, không phải là cái chết của chính mình).
Ngoài ra, có sự lo lắng do nội dung tư tưởng liên quan đến tử vong, có thể được phân loại trong một bối cảnh lâm sàng bởi một bác sĩ tâm thần như bệnh tật và/hoặc các bất thường. Tính toàn vẹn bản ngã thấp hơn, nhiều vấn đề về thể chất hơn và nhiều vấn đề về tâm lý hơn là tiên đoán về mức độ lo lắng của người cao tuổi vì họ gần cận kề cái chết. Sự lo lắng về cái chết có thể gây ra sự nhút nhát cực kỳ với thái độ của một người đối với việc thảo luận về hiến tạng và bất cứ điều gì liên quan đến cái chết.

## Thể loại
Robert Langs phân biệt ba loại lo lắng về cái chết: 

### Lo lắng trước khi chết
Lo lắng trước khi chết người phát sinh từ nỗi sợ bị tổn thương. Đây là dạng lo lắng cái chết cơ bản và lâu đời nhất, với nguồn gốc của nó trong bộ tài nguyên thích ứng đầu tiên của sinh vật đơn bào đầu tiên. Các sinh vật vô tuyến có các thụ thể đã tiến hóa để phản ứng với các nguy hiểm bên ngoài, cùng với các cơ chế phản ứng tự bảo vệ được thực hiện để đảm bảo sự sống khi đối mặt với các dạng tấn công hoặc nguy hiểm. Ở người, lo lắng về tử vong vì bị ăn thịt được gợi lên bởi một loạt các tình huống nguy hiểm khiến một người có nguy cơ hoặc đe dọa sự tồn tại của một người. Những chấn thương này có thể là vật lý, tâm lý, hoặc cả hai.

### Lo lắng hoặc dự đoán vì sợ cái chết
Lo lắng hoặc dự đoán vì sợ cái chết là một hình thức phát sinh khi một cá nhân gây hại khác, về thể chất và/hoặc tinh thần cho người khác. Hình thức này của sự lo lắng về cái chết thường đi kèm với cảm giác tội lỗi vô thức. Tội lỗi này, lần lượt, thúc đẩy và khuyến khích một loạt các quyết định và hành động tự thực hiện bởi thủ phạm gây tổn hại cho người khác.

### Mối lo âu chết người tồn tại
Sự lo lắng chết người tồn tại bắt nguồn từ những kiến thức cơ bản là cuộc sống con người phải kết thúc. Sự lo lắng về cái chết hiện hữu được biết đến là hình thức mạnh mẽ nhất. Người ta nói rằng ngôn ngữ đã tạo ra cơ sở cho sự lo lắng chết người tồn tại thông qua những thay đổi về giao tiếp và hành vi. Các yếu tố khác bao gồm nhận thức về sự khác biệt giữa bản thân và người khác, ý thức đầy đủ về bản sắc cá nhân và khả năng dự đoán tương lai. 
Nhận thức về tử vong của con người đã nảy sinh khoảng 150.000 năm trước. Trong khoảng thời gian tiến hóa cực kỳ ngắn đó, con người đã tạo ra một cơ chế cơ bản duy nhất mà qua đó họ đối phó với những lo lắng về cái chết hiện hữu mà nhận thức này đã gợi lên - từ chối. Từ chối được thực hiện thông qua một loạt các cơ chế tinh thần và hành động vật lý, nhiều trong số đó không được công nhận. Mặc dù việc từ chối có thể thích nghi trong việc sử dụng hạn chế, việc sử dụng quá mức là phổ biến hơn và có ảnh hưởng đến mặt cảm xúc. 

## Đối với trẻ em
Các tài liệu sớm nhất về nỗi sợ cái chết đã được tìm thấy ở trẻ em dưới 5 tuổi. Các biện pháp tâm lý và thời gian phản ứng được sử dụng để đo lường sự sợ cái chết ở trẻ nhỏ. Các nghiên cứu gần đây đánh giá nỗi sợ chết ở trẻ em sử dụng thang điểm đánh giá thông qua các câu hỏi. Có rất nhiều bài kiểm tra để nghiên cứu điều này bao gồm Quy mô lo âu về cái chết đối với trẻ em (DASC) do Schell và Seefeldt phát triển. Tuy nhiên, phiên bản phổ biến nhất của thử nghiệm này là Bản Điều tra Sợ hãi của Trẻ em được sửa đổi (FSSC-R). FSSC-R mô tả các kích thích đáng sợ cụ thể và trẻ em được yêu cầu đánh giá mức độ mà kịch bản / mục làm cho chúng lo lắng hoặc sợ hãi. Phiên bản mới nhất của FSSC-R trình bày các kịch bản trong một mẫu hình ảnh cho trẻ em dưới 4 tuổi. Nó được gọi là Bảng câu hỏi sợ hãi Koala (KFQ). Các nghiên cứu về sợ hãi cho thấy nỗi sợ hãi của trẻ em có thể được nhóm lại thành năm loại. Một trong những loại này là cái chết và nguy hiểm. Phản ứng này đã được tìm thấy ở trẻ em từ 4 đến 6 tuổi trên KFQ, và từ 7 đến 10 tuổi. Tử vong là vật phổ biến nhiều nhất và vẫn là vật được sợ hãi nhiều nhất trong suốt thời niên thiếu.
Một nghiên cứu đối với 90 trẻ em, tuổi từ 4-8, được thực hiện bởi Virginia Slaughter và Maya Griffiths cho thấy rằng một sự hiểu biết, khi trưởng thành hơn, về khái niệm sinh học của cái chết có tương quan với sự giảm sợ chết. Điều này có thể gợi ý rằng việc dạy trẻ em về cái chết rất hữu ích (theo nghĩa sinh học), để giảm bớt nỗi sợ hãi.